# (38671) Verdaguer
(38671) Verdaguer és un asteroide descobert el 7 d'agost de 2000 per l'astrònom tortosí Jaume Nomen i Torres al seu Observatori de L'Ametlla de Mar al Baix Ebre. La designació provisional que va rebre era 2000 PZ6. Hom va considerar escaient dedicar-lo al poeta de Folgueroles, Jacint Verdaguer i Santaló (1845-1902), coincidint amb la commemoració del centenari de la seva mort.